# روجر دبليو. سميث
روجر دبليو. سميث (بالإنجليزية: Roger W. Smith)‏ هو ساعاتي بريطاني، ولد في 1970 في بولتن في المملكة المتحدة.